# 趙選侍
趙選侍，(16世纪？—1620年)，为明光宗選侍。

## 生平
赵氏早年在明光宗朱常洛做太子的時候為選侍，她沒有長大成人的子女。朱常洛即位一個月即死去，其子明熹宗即位，沒有把她尊封為妃嬪。
赵选侍在朱常洛府和明熹宗的保乳母客氏关系很恶劣，因此明熹宗刚即位时即令賜死，有人認為是魏忠贤矫旨賜她自尽。趙選侍把光宗生前賞賜她的珠翠金玉放于列案上，向西礼佛，后痛哭上吊自尽。服侍她的近侍宦官、答應宮人皆被痛打一頓，發配南京。

## 相关
- 明朝皇后及妃嬪列表

## 延伸阅读
[在维基数据编辑]
 《明史卷一百一十四》，出自《明史》